# Erich Mielke
Erich Fritz Emil Mielke (germană: [ˈeːʁɪç ˈmiːlkɐ]; n. 28 decembrie 1907, Berlin, Imperiul German – d. 21 mai 2000, Berlin, Germania) a fost un oficial comunist german care a condus Ministerul Securității de Stat (Ministerium für Staatsicherheit), minister cunoscut sub numele de Stasi, din 1957 până la scurt timp după căderea Zidului Berlinului în 1989.
Originar din Berlin și din a doua generație de membri ai Partidului Comunist din Germania, Mielke a fost unul din cei doi pistolari care în 1931 i-au omorât pe polițiștii Paul Anlauf și Franz Lenck. După ce a aflat că exista un martor supraviețuitor, Mielke a scăpat de urmărire penală fugind în Uniunea Sovietică, unde a fost recrutat de NKVD. El a fost unul din autorii Marii Epurări precum și ai decimării staliniste a Brigăzii Internaționale în timpul Războiului Civil Spaniol.
După sfârșitul celui de al Doilea Război Mondial, Mielke a revenit în Zona Sovietică a Germaniei Ocupate, ajutând la organizarea dictaturii staliniste sub conducerea Partidului Unității Socialiste (SED), mai târziu devenind șef al Stasi; potrivit lui John Koehler, a fost "cel mai longeviv șef de poliție secretă în Blocul Sovietic".
Stasi sub Mielke a fost numită "cea mai infiltrată poliție de stat care a existat vreodată pe pământ german." Într-un interviu din1993, supraviețuitorul Holocaustului și vânătorul de naziști Simon Wiesenthal a declarat că, dacă se consideră numai opresiunea propriului popor, Stasi sub Mielke "a fost mult, mult mai rău decât Gestapo."
În anii 1950 și '60, Mielke a organizat colectivizarea forțată în Germania de Est a gospodăriilor particulare, fapt ce a dus la un potop de refugiați în Germania de Vest. Ca o contramăsură, Mielke a supravegheat construirea Zidului Berlinului și a cosemnat ordinele de a se trage în toți cei care încercau să treacă în Germania capitalistă. 
De asemenea, el a supervizat crearea de poliții secrete pro-sovietice și insurecții în țări din Europa de Vest, America Latină, Africa și Orientul Mijlociu.
În plus față de rolul său de șef al Stasi, Mielke a fost, de asemenea, general în armata germană de est și membru al Biroului Politic al Partidului Comunist. Supranumit „Maestrul Fricii” (germană der Meister der Angst) de către presa vest-germană, Mielke a fost unul dintre cei mai puternici și mai detestați oameni din Germania de Est. După Reunificarea Germaniei, Mielke a fost judecat, condamnat și încarcerat pentru asasinarea în 1931 a căpitanilor de poliție Anlauf și Lenck. El a fost eliberat mai devreme din cauza problemelor de sănătate, și a murit într-un azil din Berlin în anul 2000.

## Începuturile

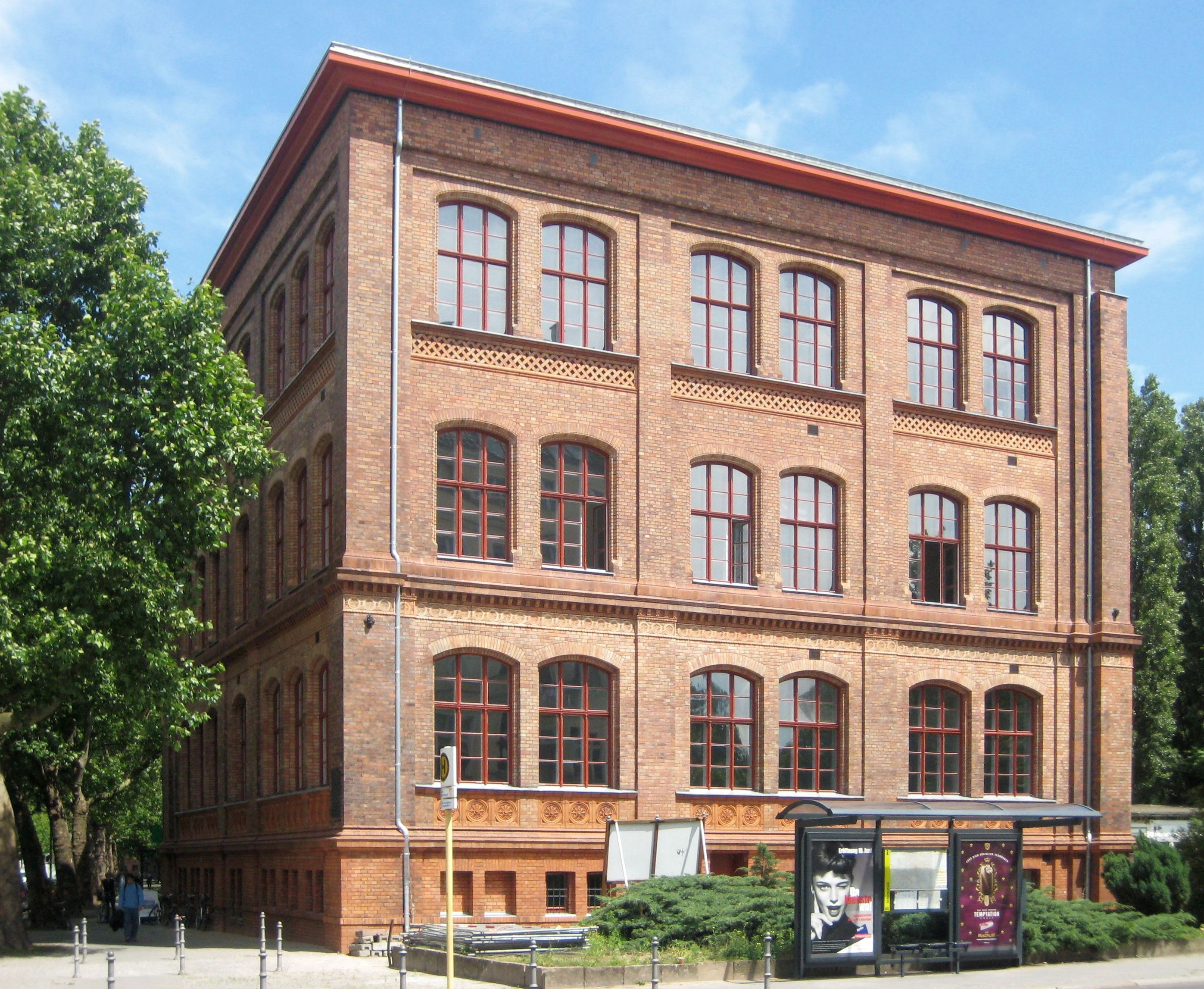
Liceul din Kölln

Erich Mielke s-a născut într-o casă închiriată în Berlin, Regatul Prusiei, Imperiul German, pe 28 decembrie 1907. În timpul Primului Război Mondial, cartierul a fost cunoscut sub numele de „Nunta Roșie” din cauza numeroșilor rezidenți marxiști. Într-o autobiografie scrisă pentru politia secretă sovietică, Mielke l-a descris pe tatăl său ca fiind „un dulgher sărac, needucat” și a spus că mama lui a murit în 1911. Ambii erau, după spusele lui, membri ai Partidului Social Democrat din Germania (SPD). După recăsătorirea sa cu „o croitoreasă”, bătrânul Mielke și noua lui soție s-au alăturat Partidului Social Democrat Independent din Germania și au rămas membri când a fost redenumit în Partidul Comunist din Germania (KPD). Fiul lui Erich a susținut că „fratele meu mai mic, Kurt, și două surori erau simpatizanți comuniști.”
În ciuda sărăciei familiei sale, Erich Mielke a fost, din punct de vedere academic, destul de talentat pentru a i se acorda o bursă la prestigioasa Köllnisches Gymnasium⁠(d), dar a fost exmatriculat pe 19 februarie 1929, pentru că era „în imposibilitatea de a satisface exigențele acestei școli”. În timp ce studia la Gymnasium, Mielke a aderat la Partidul Comunist din Germania (KPD) în 1925 și a lucrat ca reporter pentru ziarul comunist Rote Fahne din 1928 până în 1931. Apoi s-a alăturat aripii paramilitare a KPD, numită Parteiselbstschutz („Autoapărarea Partidului”). În acel timp, Parteiselbstschutz era supervizat de parlamentarii comuniști ai Republicii de la Weimar, Hans Kippenberger și Heinz Neumann.
Potrivit lui John Koehler, „Mielke a fost protejatul special al lui Kippenberger. Veteranii Primului Război Mondial îi învățau pe începători cum să mânuiască pistoale, puști, mitraliere și grenade de mână. Această formare clandestină s-a realizat în zonele slab populate, sate pastorale din jurul Berlinului. Mielke, de asemenea, îl mulțumea pe Kippenberger, fiind un elev excepțional la cursurile de comportament conspirativ și de spionaj, predate de către camarazii care au studiat în secret școala M a GRU de la Moscova.”
Tot după John Koehler, „membrii ai Parteiselbstschutz serveau ca bătăuși la întrunirile Partidului, spărgând capete în luptele de stradă cu inamicii politici”. În afară de Poliția berlineză, inamicii lor numărul 1 erau bătăușii afiliați la Partidul Nazist, la Partidul Național Popular Monarhist German și la partidele naționaliste radicale. SPD-ul, care domina politica germană între anii 1918-1931 și pe care Partidul Comunist îl acuza de socialism fascist, era cel mai detestat dușman al lor.
Conform aceluiași autor, oamenii din Parteiselbstschutz purtau întotdeauna , două arcuri de oțel care se telescopau într-un tub de șapte țoli care, atunci când era scos, se dubla în lungime și devenea o armă mortală. Pentru a nu fi copleșiți de naziști, bătăușii de stradă purtau și pistoale”.
Într-o biografie scrisă în 1931 pentru Divizia Cadre a Cominternului, Mielke rememora: „Am avut toate tipurile de acțiuni: acte teroriste, protejarea demonstrațiilor și întâlnirilor ilegale, traficul de arme etc. Ultima misiune, care a fost realizată de către un camarad și cu mine, a fost Afacerea Bülowplatz” (germană "Wir erledigten hier alle möglichen Arbeiten, Terrorakte, Schutz illegaler Demonstrationen und Versammlungen, Waffentransport und reinigung usw. Als letzte Arbeit erledigten ein Genosse und ich die Bülowplatzsache.").

## Crimele din Piața Bülow

### Planificarea

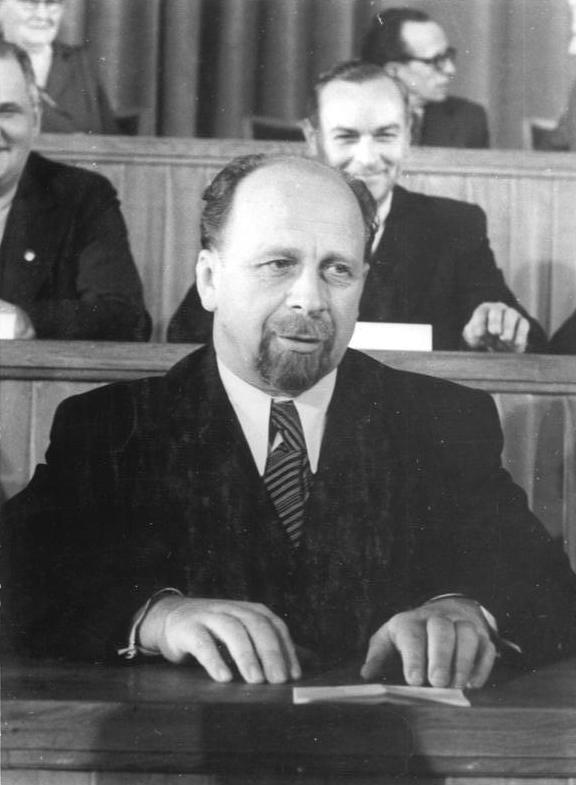
Walter Ulbricht, creierul crimei Anlauf-Lenck, secretarul general al SED Germania de Est (1949–1971).

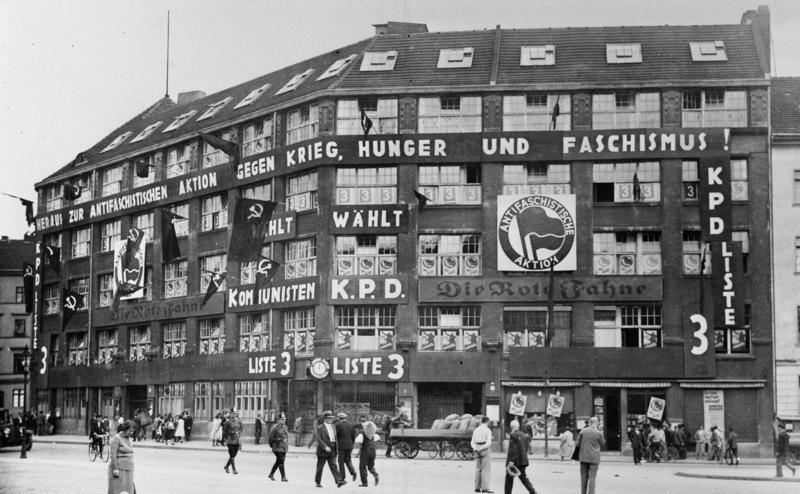
Karl-Liebknecht-Haus, Bülowplatz din Berlin, sediul KPD din 1926 și 1933. Astăzi este sediul organizației locale a partidului Die Linke.

Pe 2 august 1931, Neumann și Kippenberger au primit o critică aspră din partea lui Walter Ulbricht, șeful KPD în regiunea Berlin-Brandenburg. Înfuriat de intervenția poliției, Ulbricht a mârâit: „Acasă în Saxonia demult am fi făcut ceva cu poliția. Aici, în Berlin, nu ne vom mai codi mult timp. În curând vom da la cap poliției.”
Înfuriați de cuvintele lui Ulbricht, Kippenberger și Neumann au decis să-l asasineze pe Paul Anlauf, de patruzeci și doi de ani, căpitan al Secției Șapte. Căpitanul Anlauf, văduv cu trei fete, era poreclit Schweinebacke, sau „Față de Porc” de către KPD.
În dimineața zilei de duminică, 9 august 1931, Kippenberger și Neumann au ținut o ultimă ședință cu echipa într-o cameră a berăriei Lassant. Mielke și Erich Ziemer au fost aleși să fie cei care trag. În timpul întâlnirii, Max Matern i-a dat un pistol Luger colegului său Max Thunert și a spus: „Acum o să fim serioși... Vom da lui Schweinebacke ceva să-și amintească de noi.”
Apoi Kippenberger i-a chemat pe Mielke și pe Ziemer: „Sunteți siguri că sunteți gata să trageți în Schweinebacke?” Mielke a răspuns că el l-a văzut pe căpitanul Anlauf de multe ori în timpul perchezițiilor la sediul Partidului. Kippenberger le-a cerut apoi să aștepte în apropierea berăriei de unde aveau vederea întreagă a Pieței Bülow. El le-a mai amintit că Anlauf era însoțit peste tot de sergentul Max Willig, pe care KPD îl poreclise Husarul.
Kippenberger a concluzionat: „Atunci când îi zăriți pe Schweinebacke și pe Husar, aveți grijă de ei.” Mielke și Ziemer au fost informați că, după ce asasinatele vor fi fost finalizate, o diversiune va ajuta la evadarea lor. 
În aceeași seară, căpitanul Anlauf a fost ademenit în Bülow-Platz de un miting violent, care cerea dizolvarea Parlamentului Prusac.

### Crima de la Cinema Babilon

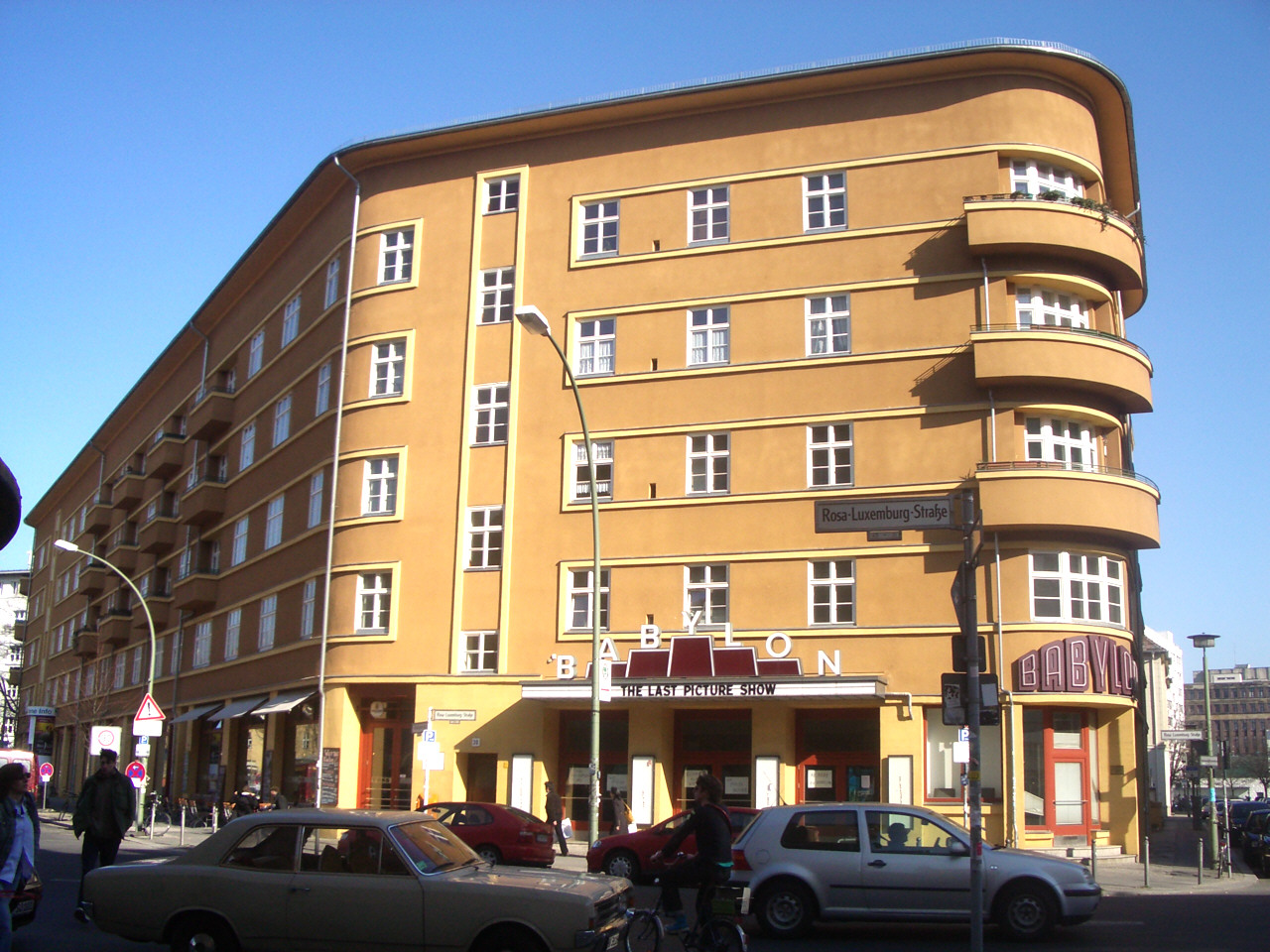
„Babylon Cinema”, zona în care a avut loc asasinarea căpitanilor de poliție Anlauf și Lenck, așa cum apare ea astăzi

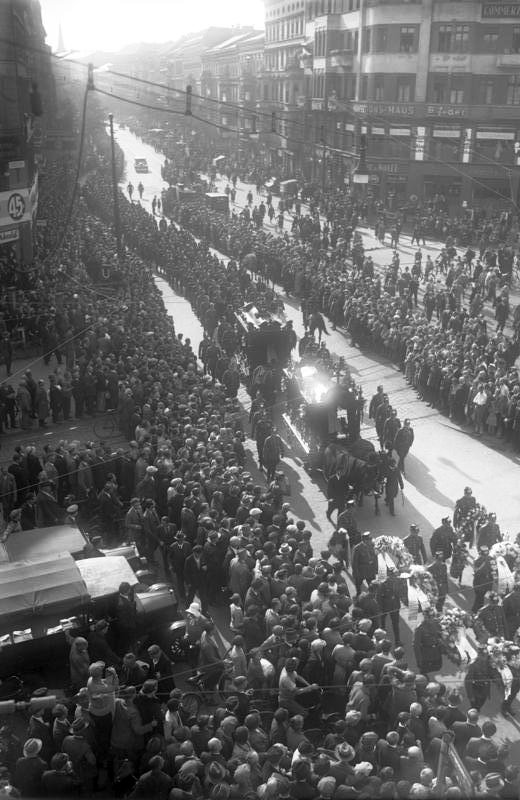
La înmormântarea căpitanilor Anlauf și Lenck au participat mii de berlinezi.

La ora opt seara, Mielke și Ziemer au așteptat la o ușă în timp ce căpitanul Anlauf, sergentul Willig, și căpitanul Franz Lenck mergeau spre Cinema Babilon, care era situat la colțul dintre Bülowplatz și Kaiser-Wilhelm-Strasse. Când au ajuns la ușa cinematografului, polițiștii au auzit pe cineva țipând: „Schweinebacke!”
Când căpitanul Anlauf s-a întors, Mielke și Ziemer au deschis focul. Sergentul Willig a fost rănit la mâna stângă și stomac. Cu toate acestea, el a reușit să scoată pistolul și să tragă un încărcător plin în atacatori. Căpitanul Franz Lenck a fost împușcat în piept și a căzut mort în fața intrării. Willig s-a târât și a luat în mâini capul căpitanului Anlauf, care primise două gloanțe în ceafă. În timp ce i se scurgea viața din trup, căpitanul a spus cu ultma suflare: "Wiedersehen... Gruss..." ("... La revedere... Salut ...").
Între timp, Mielke și Ziemer au scăpat prin teatru, printr-o ieșire de urgență. Au aruncat pistoalele peste un gard, unde le-au găsit mai târziu detectivii de elită ai Mordkommission. Mielke și Ziemer s-au întors apoi la casele lor.
După crime, actul a fost sărbătorit la Lichtenberger Hof, localul preferat al Rotfrontkämpferbund, unde Mielke s-a lăudat: „Astăzi sărbătorim o faptă care îmi aparține!” (germană "Heute wird ein Ding gefeiert, das ich gedreht habe!")

### Fugar

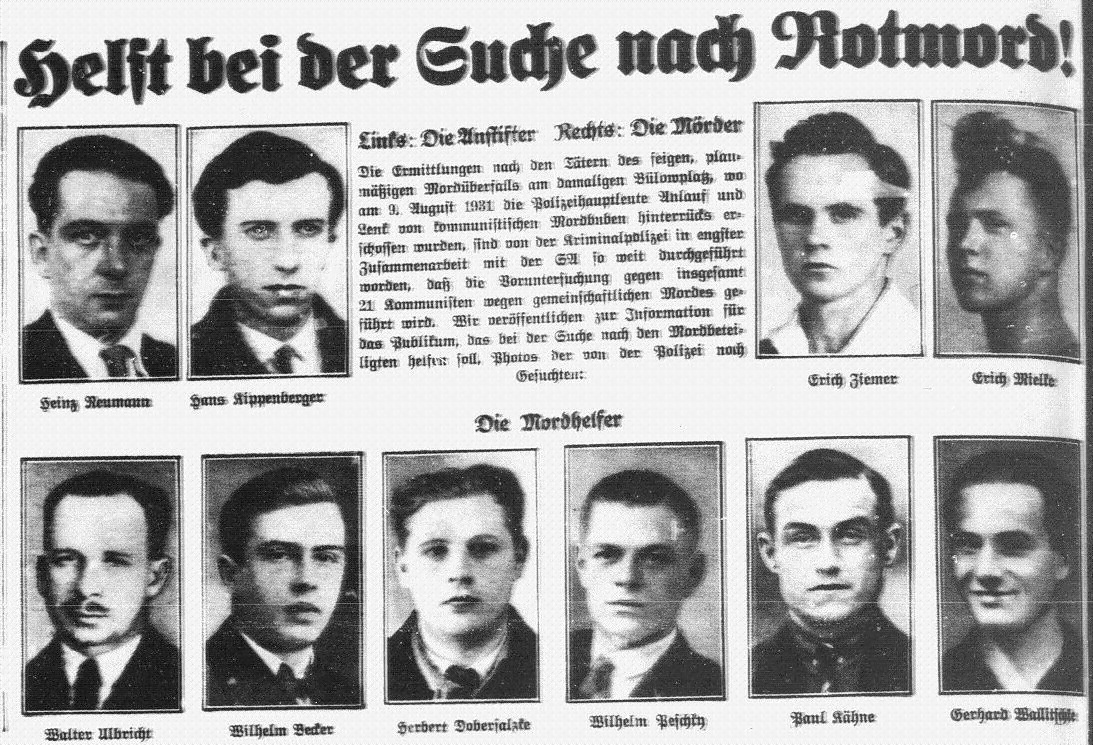
Afiș de urmăriți, septembrie 1933. „Ajută-ne să-i găsim pe criminalii roșii.” Mielke este în dreapta sus

Mai târziu, el a absolvit Școala Lenin, înainte de a fi recrutat de OGPU.

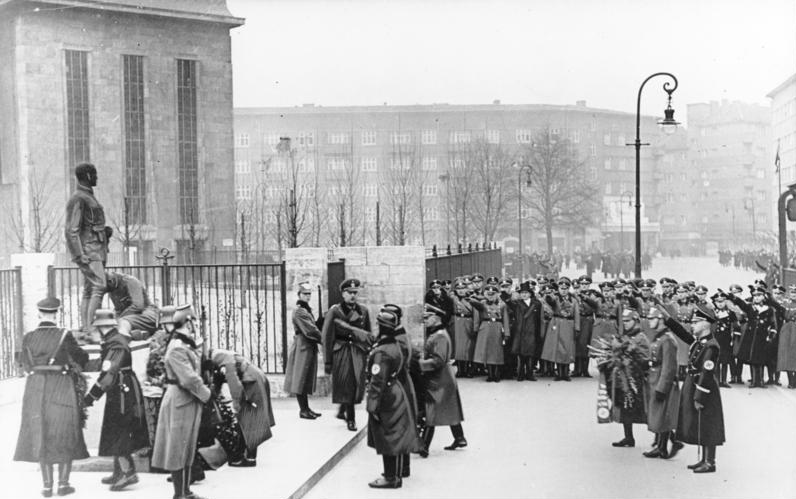
Polițiștii germani depun o coroană de flori la monumentul căpitanilor Anlauf și Lenck cu ocazia Zilei Poliției germane, la 16 ianuarie 1937. În ciuda faptului că Anlauf și Lenck fuseseră membri ai SPD, mulți dintre cei prezenți dau salutul nazist. În 1951, Mielke a ordonat demolarea monumentului.

Pe 19 iunie 1934, 15 conspiratori au fost condamnați pentru crimă de gradul întâi. Cei trei considerați cei mai vinovați, Michael Klause, Max Matern, și Friedrich Bröde au fost condamnați la moarte. Coinculpații au primit pedepse cuprinse între nouă luni și cincisprezece ani de muncă silnică. Sentința pentru Klause a fost comutată la închisoare pe viață, pentru că a cooperat. Bröde s-a spânzurat în celulă. Ca urmare, numai Matern a rămas să fie executat prin decapitare pe 22 mai 1935.
Matern, ulterior, a fost glorificat ca martir al KPD de propaganda est-germană. Oficial, Ziemer a fost ucis în acțiune, în timp ce lupta pentru a Doua Republică Spaniolă. Mielke nu a fost judecat însă pentru crimă decât în 1993, după prăbușirea Germaniei comuniste.

## Cariera în serviciile secrete sovietice

### Marea Teroare
Deși comunitatea comunistă germană din Moscova a fost decimată în timpul Marii Epurări a lui Stalin, Mielke a supraviețuit și a fost promovat.
„În timpul șederii mele în US (Uniunea Sovietică), am participat la toate discuțiile din sânul KPD, dar și la probleme privind instaurarea socialismului și la procesele împotriva trădătorilor și dușmanilor US.”
Printre germanii comuniști executați ca urmare a Marii Epurări, au fost foștii mentori ai lui Mielke, Heinz Neumann și Hans Kippenberger. Mielke nu a fost străin de acest lucru.  
În timpul șederii în URSS, Mielke și-a manifestat respectul nețărmurit pentru Felix Dzerjinski, născut polonez, fondator al poliției secrete sovietice, astfel încât a început să-și spună cekist.
Într-o citare scrisă cu zeci de ani mai târziu, Mielke și-a descris filozofia de viață: „Cekistul este combatantul politic. El este fiul credincios...al clasei muncitoare. El stă în fruntea luptei pentru consolidarea statului muncitoresc și țărănesc.”

### Războiul Civil Spaniol

Pavilionul Brigăzilor Internaționale a fost steagul republican spaniol cu steaua cu trei colțuri ale Frontului Popular în centru

Între 1936 și 1939 Mielke a servit în Spania ca agent al Servicio de Investigación Militar (SIM), poliție politică a celei de a Doua Republici Spaniole. În timp ce era atașat la personalul viitorului ministru Stasi, Wilhelm Zaisser, Mielke a folosit pseudonimul Fritz Leissner. Bernd Kaufmann, director al școlii de spionaj Stasi, a spus mai târziu: "Sovieticii au încredere în Mielke. Și-a câștigat-o în Spania."
La momentul respectiv, SIM era puternic întărit cu agenți sovietici ai NKVD, al cărei rezident spaniol a fost generalul Aleksandr Mihailovici Orlov. Potrivit autorului Donald Rayfield, „Stalin, Ejov și Beria nu aveau încredere participanții sovietici la războiul civil din Spania. Consilieri militari ca Vladimir Antonov-Ovseenko, jurnaliști ca Koltsov erau deschiși infecției cu erezii, în special troțkiste, foarte răspândite printre susținătorii Republicii. Agenții NKVD trimiși în Spania erau direcționați spre răpirea și uciderea antistaliniștilor din rândurile liderilor republicani și ai Brigăzii Internaționale, chiar dacă luptau împotriva lui Franco. Înfrângerea Republicii, în ochii lui Stalin, fusese cauzată nu de eforturile diversioniste ale NKVD-ului, ci de trădarea ereticilor.”
Într-un interviu din 1991, Walter Janka, un comunist german aflat în exil și fost comandant de companie în Brigada Internațională, și-a amintit de întâlnirile sale cu Mielke. În iarna lui 1936, Janka a fost chemat de Servicio de Investigación Militar și interogat de Mielke. Mielke l-a întrebat de ce a mers de unul singur ca voluntar în Spania, și nu a fost repartizat acolo de Partidul Comunist. Când l-a trimis pe Mielke la plimbare, SIM l-a torturat și l-a expulzat din Brigada Internațională. Ani mai târziu, Janka își amintea: „în timp ce eu eram pe front, trăgând în fasciști, Mielke, în spatele frontului, împușca troțkiști și anarhiști.”
După înfrângerea Republicii Spaniole, Mielke a fugit în Franța, traversând Munții Pirinei, unde a fost internat în Camp de Rivesaltes, Pyrénées-Orientales. Mielke a reușit însă să trimită un mesaj mebrilor KPD aflați în exil și, în mai 1939, a evadat și a ajuns în Belgia. Deși Procuratura din Berlin a aflat de prezența lui Mielke și a depus o cerere pentru extrădare, guvernul belgian a refuzat să se conformeze, considerând asasinarea căpitanilor de poliție Anlauf și Lenck „o crimă politică”.
Cu toate acestea, uciderea de către Servicio de Investigación Militar a antistaliniștilor reali sau presupuși a avut consecințe de durată, îngrozindu-i pe numeroși prosovietici occidentali care au fost martori, inclusiv John Dos Passos și George Orwell, și i-a transformat în dușmani declarați ai URSS.
Convingerea lui Mielke că marxiștii antisovietici au colaborat cu Franco și au înjunghiat Republica pe la spate a continuat să-i modeleze atitudinile pentru tot restul vieții. În 1982, într-un discurs în fața unui grup de înalți ofițeri Stasi, a spus: „Nu suntem imuni la răufăcătorii aflați printre noi. Dacă aș ști deja pe cineva, n-ar mai trăi până mâine. Scurt. Sunt umanist, și așa văd eu lucrurile.”
În același discurs, Mielke a mai spus: „Toate aceste dezbateri despre a executa sau a nu executa, pentru pedeapsa cu moartea sau împotrivă ... toate sunt doar putregai, tovarăși. Execuție! Și, dacă este necesar, fără nicio hotărâre judecătorească.”

### Al Doilea Război Mondial
În timpul celui de al Doilea Război Mondial, mișcările lui Mielke rămân misterioase. Într-o biografie scrisă după război, el a susținut că a infiltrat Organizația Todt sub pseudonimul Richard Hebel. Istoricul John O. Koehler consideră că acest lucru este puțin probabil, totuși.

## Germania sub ocupație

### Komissariat-5

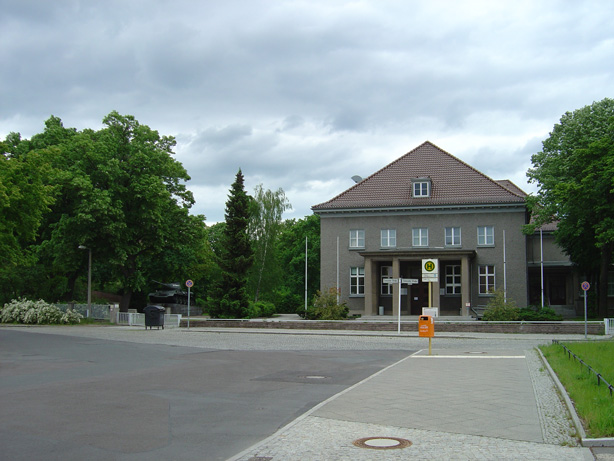
Fostul cartier general al NKGB în Karlshorst. Acum Muzeul german-rus.

În 1945 Mielke a primit ordin de la NKGB să se întoarcă în Germania ocupată ca inspector de poliție, cu mandat de construire a unei forțe de securitate care să asigure dominația Partidului Comunist în zona de ocupație sovietică a Germaniei. Mielke a fost un protejat al generalului NKGB Ivan Serov. Pe 16 august 1947, Serov a dispus crearea Kommissariat 5, prima poliție politică germană de la înfrângerea Germaniei naziste. Wilhelm Zaisser a fost numit președintele acestei poliții și Mielke a fost instalat ca adjunctul său.
„The K-5 was essentially an arm of the Soviet secret police. Its agents were carefully selected veteran German communists who had survived the Nazi era in Soviet exile or in concentration camps and prisons. Their task was to track down Nazis and anti-communists, including hundreds of members of the Social Democratic Party. Mielke and his fellow bloodhounds performed this task with ruthless precision. The number of arrests became so great that the regular prisons could not hold them. Thus, Serov ordered the establishment or re-opening of eleven concentration camps, including the former Nazi death camps of Buchenwald and Sachsenhausen⁠(d).”
Potrivit lui Edward N. Peterson, "Nu este surprinzator că Kommissariat-5 a dobândit o reputație la fel de rea ca poliția secretă a lui Stalin și mai rea decât a ''Gestapo''-ului. Cel puțin la naziști, deși rasiști fanatici, victimele nu dispăreau brusc în GULAG."

### Fuziunea forțată a SPD cu KPD

Steagul roșu al SED purta logo-ul SED, care înfățișa strângerea de mâini între comunistul Wilhelm Pieck și social-democratul Otto Grotewohl atunci când partidele lor au fuzionat forțat în 1946.

În ciuda arestărilor în masă de membri SPD  în Zona Sovietică de către K-5 , numărul de membri SPD continua să crească. Până în martie 1946, numărul de membri ai SPD depășea numeric membrii KPD  cu mai mult de 100.000. Temându-se că vor pierde alegerile programate pentru toamnă, conducerea KPD a cerut și a primit de la Stalin permisiunea de a fuziona cele două partide. Întrucât conducerea SPD a refuzat, Kommissariat-5 a început arestări în masă a membrilor SPD care refuzau să susțină fuziunea.
Pe 22 aprilie 1946, liderii SPD din Zona Sovietică au anunțat că s-au unit cu KPD pentru a forma Partidul Unității Socialiste din Germania (SED). SPD în zona de vest a Germaniei a răspuns prin formarea Biroului SPD-Est, în scopul de a sprijini și finanța pe cei care au refuzat să accepte fuziunea. Cei care au aderat sau au lucrat cu Estul Biroului au fost în pericol de arestare de către K-5 și judecați de către Sovietici în tribunale militare. În 1950, mai mult de 5.000 de membri SPD  și simpatizanți a fost închiși în Zona Sovietică sau transferați în GULAG. Mai mult de 400 au fost fie executați fie au murit în timpul întemnițării.

### Ancheta

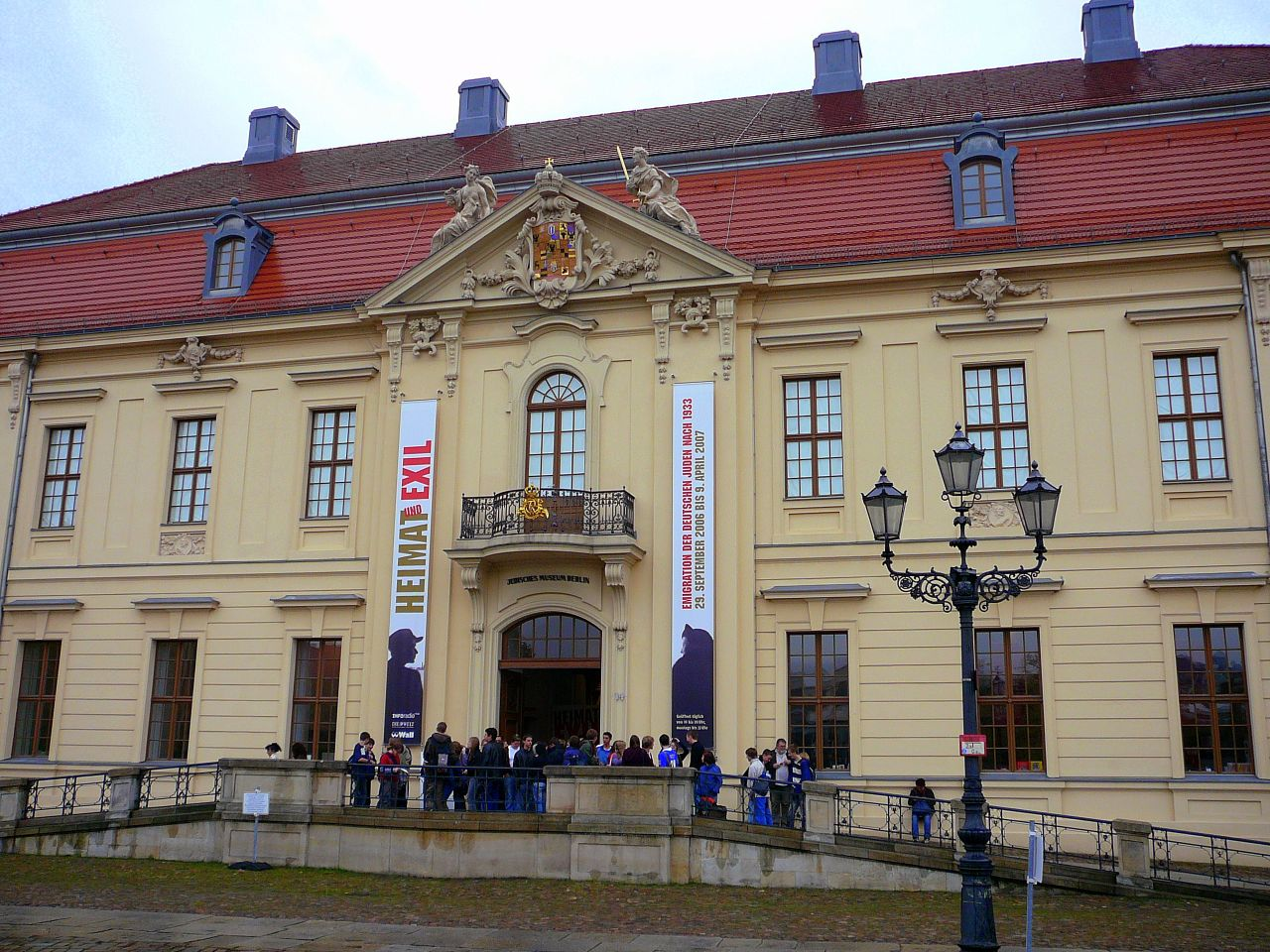
De Kammergericht

În ianuarie 1947, polițiști din epoca Weimar îl  recunosc pe Mielke care ocupa o funcție oficială. Informându-l pe șeful poliției criminale din Berlinul de Vest, polițiștii au cerut ca Mielke să fie arestat și judecat pentru asasinarea căpitanilor Anlauf și Lenck.
Wilhelm Kühnast, procurorul Berlinului, a fost informat imediat și a ordonat o căutare în arhivele din Kammergericht. Spre uimirea lui, fișierele crimei din 1931 au supraviețuit bombardamentelor din timpul războiului din Germania. Găsind dovezi ample despre implicarea lui Mielke, Kühnast a dispus arestarea polițistului comunist .
Reprezentanții sovietici au pretins în mod fals că Kühnast, un jurist cu o  carieră antinazistă impecabilă, este un fost oficial al Tribunalului (nazist) al Poporului. Crezându-i pe cuvânt pe sovietici, aliații occidentali îl demit pe Kühnast și-l plasaează sub arest la domiciliu. În timpul așa numitului Berlin airlift (blocada de către sovietici a Berlinului de Vest), Kühnast scapă din casa lui din Berlinul de Est și i se acordă azil politic în Zona Americană.
Între timp, autoritățile Sovietice au confiscat toate documentele referitoare la crimele asupra căpitanilor de poliție Anlauf și Lenck. Potrivit Koehler, "Sovieticii le-au predat lui Mielke. În loc de a distruge hârtiile compromițătoare, el le-a încuiat în seiful său personal, unde au fost găsite atunci când casa lui a fost percheziționată în 1990. Au fost folosite împotriva lui, în procesul ce i s-a intentat pentru crimă."

### Deutsche Wirtschaftskommission
În 1948, Mielke a fost numit în funcția de șef al securității al Comisiei Economice Germane (germană Deutsche Wirtschaftskommission), precursoarea viitorului guvern est-german.
Mielke avea sarcina de a investiga furtul și vânzarea de proprietăți de stat pe piața neagră. El a fost, de asemenea, însărcinat cu interceptarea tot mai numeroșilor refugiați care fugeau zonele franceză, britanică sau americană.
Cei prinși de forțele sale de securitate în timp ce încercau să dezerteze-au fost folosiți ca sclavi în minele de uraniu care furnizau materii prime pentru proiectul bombei atomice sovietice.

## Republica Democrată Germană
În 1949, Administrația Militară Sovietică a cedat atribuțiile legale, noii create Republici Democrate Germane. Pe 14 ianuarie 1950, Mareșalul Vasili Ciuikov a anunțat că toate "lagăre de concentrare" sovietice de pe teritoriul Germaniei au fost închise. Curând după aceea, Deutsche Wirtschaftskommission (DWK) a fost absorbit în nou creatul Minister al Securității de Stat, pe care est-germanii l-au poreclit imediat "Stasi". Cu aprobarea sovieticilor, Wilhelm Zaisser, șeful lui Mielke în spania, a fost numit în funcția de șef al Stasi. Mielke a fost numit Secretar de Stat. În 1971, după ce Walter Ulbricht este îndepărtat din funcția de Prim-Secretar al CC, lui Mielke i s-a acordat, de asemenea, un loc în biroului Politic al SED.

## Perioada ca șef al Stasi

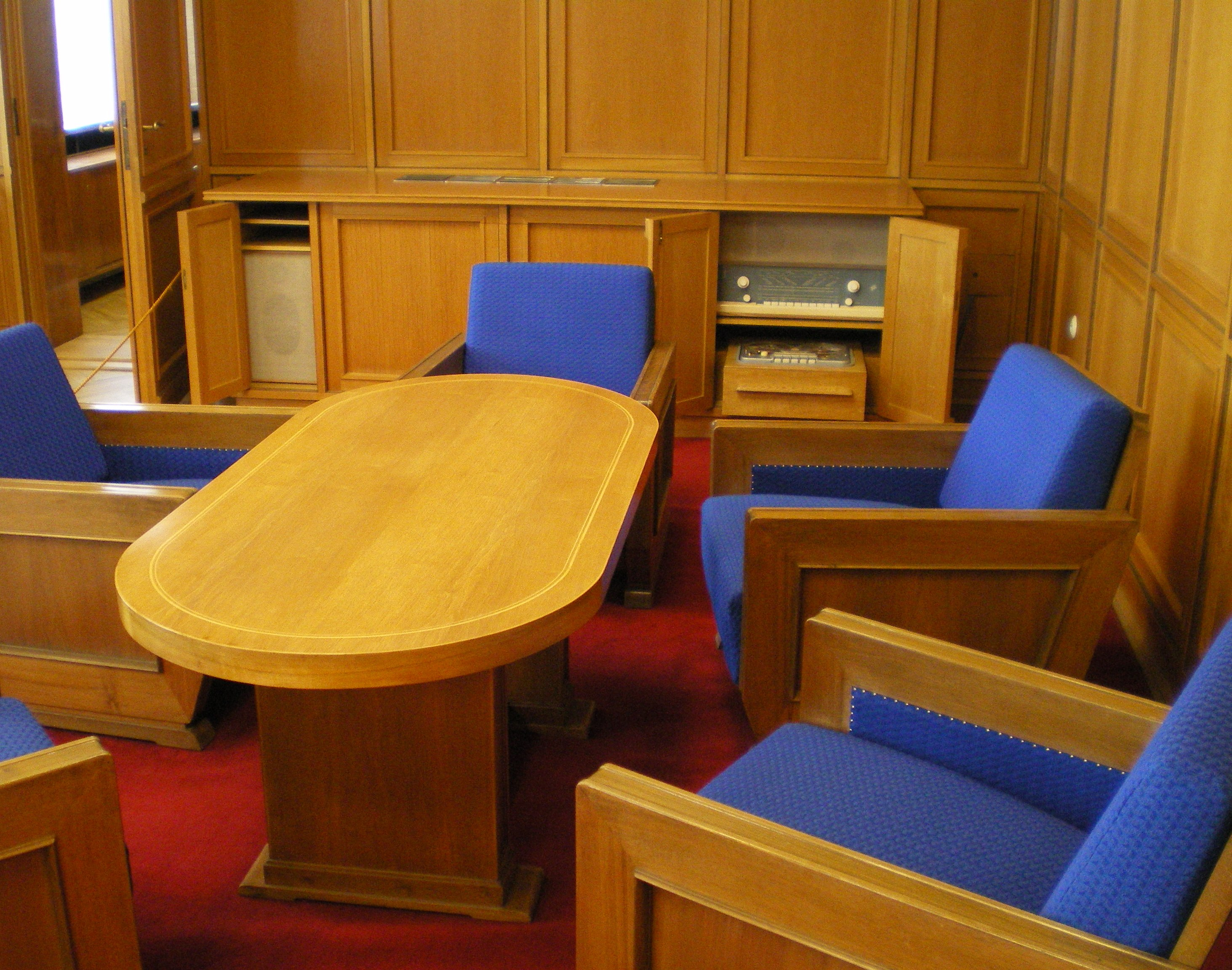
Biroul lui Erich Mielke, Muzeul Stasi, Berlin

Mielke a condus Stasi din 1957 până la căderea Zidului Berlinului în 1989.

### Disciplina internă
Cât a condus Stasi, Mielke a pus la punct „o disciplină așa cum învățase el în Legiunea Străină”. Noii recruți trebuia să depună un jurământ prin care se angajau „să lupte alături de organele de securitate ale tuturor statelor socialiste împotriva tuturor dușmanilor socialismului sub pedeapsa cea mai grea prevăzută de legile republicii și sub cea a disprețului oamenilor muncii.” Noii recruți semnau un angajament de securitate prin care declarau că nu vor vizita niciodată vreo „țară capitalistă” și se angajau să raporteze despre oricare membru al propriei familii care ar fi făcut acest lucru.
Încălcarea jurământului ducea la expulzarea din Stasi și la punerea pe lista neagră la cele mai multe locuri de muncă, cu excepția celor necalificate. Încălcările grave erau judecate de tribunale secrete și 200 de agenți Stasi au fost împușcați. Colonelul Rainer Wiegand a spus odată: „exista o singură modalitate de a părăsi MfS fără să fii hăituit pentru tot restul vieții: fie pensionat, fie mort.”

### Spionajul intern

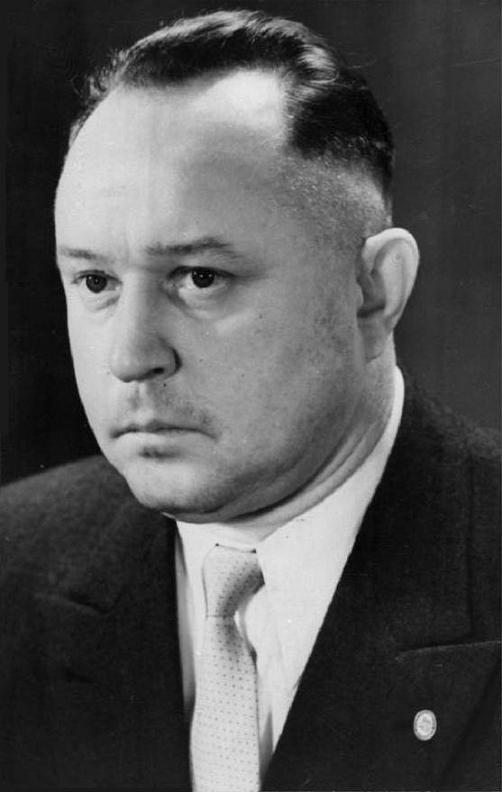
Erich Mielke, 1959

Sub șefia lui Mielke, Stasi a angajat 85000 de spioni interni și 170000 de informatori civili (germană Inoffizieller Mitarbeiter - IMs). Est germanii au inventat un termen pentru a descrie supravegherea pervazivă a populației de către Stasi: "acoperire totală" (germană Flächendeckend). Din acest motiv, Anna Funder a definit Germania de Est ca fiind "statul cu cea mai perfectă supraveghere din toate timpurile".
Într-un interviu cu ziarista Anna Funder, un fost ofițer își amintea: "Cel mai adesea, oamenii pe care îi abordam acceptau să ne informeze. Rar se întâmpla să nu o facă. Chiar și în acest caz, căutam să le găsim punctele slabe, pentru orice eventualitate. De exemplu, dacă abordam un pastor, ne informam dacă are vreo relație amoroasă sau dacă bea - lucruri pe care le foloseam ca mijloace de șantaj. Însă cei mai mulți spuneau da."
La ordinele lui Mielke și cu deplina lui cunoștință, ofițerii Stasi erau implicați și în arestări arbitrare, răpiri, hărțuirea brutală a disidenților politici, tortura și privarea de libertate a zeci de mii de cetățeni.
Într-un interviu din 1991, vânătorul de naziști Simon Wiesenthal a spus: "Stasi a fost mult, mult mai rea decât Gestapo, dacă se ia în considerare numai asuprirea propriului popor. Gestapo a avut 40.000 de oficiali care supravegheau o țară de 80 de milioane de oameni, în timp ce Stasi avea 102.000 de angajați pentru a controla doar 17 milioane de oameni."

### Activități în străinătate

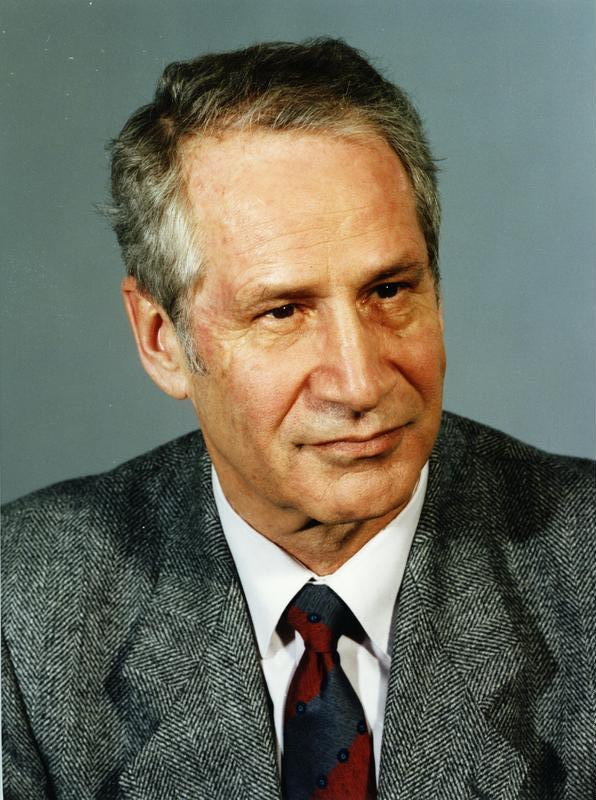
Markus Wolf

În timpul șefiei lui Mielke, operațiunile Stasi dincolo de Germania de Est au fost supravegheate de către Markus Wolf și Hauptverwaltung Aufklärung (MfS-AVI).
Mielke și Markus Wolf au oferit bani,  formare, și echipamente de supraveghere pentru a ajuta la construirea forțelor de poliție secretă prosovietice în țara lui Fidel Castro, Cuba, în Siria baathistă, în Nicaragua sandinistă, în țara lui Mengistu Haile Mariam, Etiopia, în țara lui Idi Amin, Uganda, în țara lui Kwame Nkrumah, Ghana, și în Yemenul de Sud.
După deschiderea arhivelor Stasi, s-a dezvăluit faptul că Germania de Vest a fost ciuruită de spioni ai MfS-AVI. Unii vest germanii au colaborat crezând în marxism,  dar alții au fost recrutați prin șantaj, lăcomie, frustrări, carieră sau favoruri sexuale de la agenți Stasi. O altă tactică a fost pentru Stasi trimiterea de consilieri militari în Africa și Orientul Mijlociu pentru a aranja arestarea turiștilor vest-germani. Poliția locală transfera apoi prizonierul la Stasi, care le oferea alegerea între spionaj și încarcerare.
Politicieni de rang înalt din Partidul Social Democrat din Germania, a Partidului Liber Democrat din Germania, și a Uniunii Creștin-Democrate au fost compromiși și, dacă erau încă în viață, urmăriți penal.  
Mielke și Wolf, au compromis, de asemenea, serios în Germania de Vest departamentele de poliție,serviciile de informații externe și interne, corpul diplomatic, complexul militar-industrial, și profesia de jurnalist.
Stasi a compromis prezența militară și diplomatică a Statelor Unite în Germania de Vest. Printre cei mai dăunători spioni americani pentru Stasi a fost Sergentul James Hall III din Armata Statelor Unite  , care s-a oferit voluntar serviciilor de informații sovietice și est-germane în noiembrie 1981. 
Sergentul Hall a vândut 13088 de pagini de documente clasificate, inclusiv informații detaliate despre Proiect Trojan, o rețea electronică la nivel mondial  cu capacitatea de a repera vehiculele blindate, rachetele și avioanele inamice prin înregistrarea semnalului emisiilor în timpul războiului și lista completă a National SIGINT Requirements (NSRL), de 4258 de pagini de documente despre operațiunile NSA de acasă și din străinătate.

### Complicitatea cu nazismul

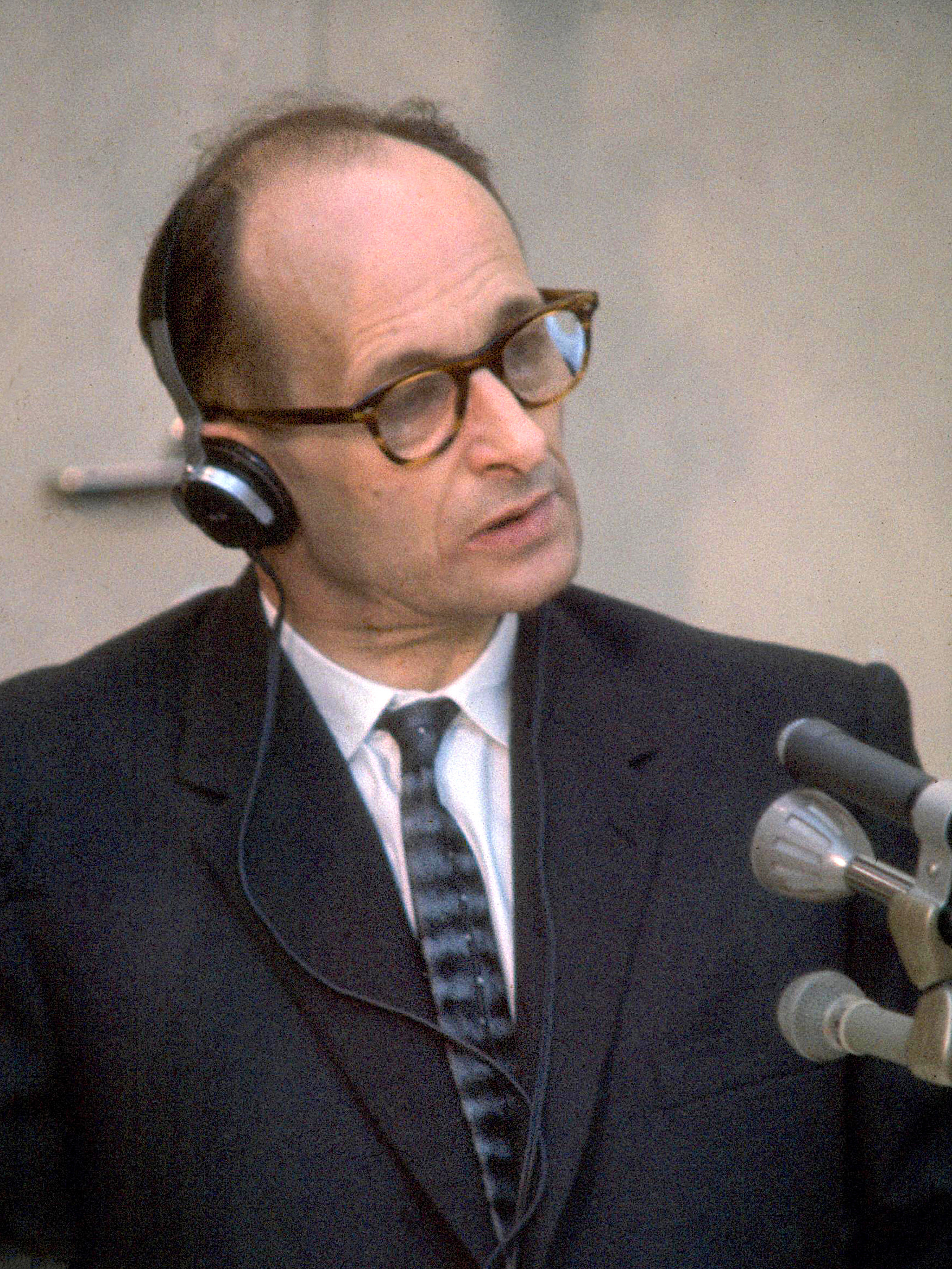
Fostul locotenent-colonel SS Adolf Eichmann în timpul procesului său din Ierusalim, 1961.

Începând din 1960, Mielke și Wolf au folosit steagul fals al recrutării pentru a finanța în secret organizații neo-naziste care au vandalizat lăcașuri religioase și culturale evreiești din toată Germania de Vest. În timpul procesului de la Ierusalim intentat lui Adolf Eichmann, agenți Stasi au trimis scrisori neonaziștilor vest-germani și veterani ai Waffen-SS, îndemnându-i să vorbească și să strângă bani pentru avocatul lui Eichmann. Acest lucru a fost făcut în scopul de a da credibilitate propagandei SED în legătură cu presupusa orientare nazistă a Republicii Federale Germania.
„Nu există nicio îndoială că în anii 1960, ca și acum, existau naziști nereformați, nereformabili și malefici, dar fără ajutorul Germaniei de Est, acești naziști nu sunt capabili de o campanie națională coordonată. Acest lucru este valabil și pentru infractorii de extremă dreapta din anii 1980. Comuniștii est-germani foloseau orice puteau împotriva Germaniei de Vest, inclusiv... temeri ale țărilor occidentale și ale evreilor că în Germania de Vest ar putea crește un nou nazism. Există... dovezi că est-germanii au continuat să utilizeze antisemitismul ca unealtă împotriva Germaniei de Vest în anii 1970 și poate chiar până în 1989.”
Într-un interviu din 1991, vânătorul de naziști⁠(d) Simon Wiesenthal spunea despre Stasi:
„Nu numai că și-au terorizat propriul popor mai rău decât Gestapo, guvernul era chiar cel mai antisemit și mai antisionist⁠(d) din tot Blocul Răsăritean. Nu au făcut nimic să ajute Occidentul să găsească criminalii naziști; au ignorat toate cererile de asistență din partea autorităților judecătorești vest-germane. Tocmai am descoperit rafturi de dosare de naziști lungi de peste patru mile. Acum știm și cum folosea Stasi acele dosare. Ei șantajau criminalii naziști care fugeau în străinătate după război ca să spioneze pentru ei. Mai mult, Stasi antrena teroriști din toată lumea.”

### Sprijin pentru grupurile de insurgenți
În timpul unei vizite din 1979 în RDG a înaltului demnitar al OEP (Organizația pentru Eliberarea Palestinei) Salah Khalaf, Mielke a spus: „Acordăm o mare atenție la rezistenței palestiniene și altor forțe revoluționare care luptă împotriva politicilor Statelor Unite și împotriva statului israelian agresor. Împreună cu Uniunea Sovietică și alte țări socialiste, vom face totul pentru a sprijini această luptă.”
Având aceasta în minte, Mielke a ordonat Stasi să finanțeze, să înarmeze și să antreneze „gherila urbană” din numeroase țări. Potrivit fostului colonel Stasi, Rainer Wiegand, legăturile lui Mielke  cu grupurile de insurgenți înarmați au fost supervizate de către Markus Wolf și Departamentul Trei al MfS-AVI. Membrii vest-germani ai Fracțiunii Armata Roșie (Rote Armee Fraktion), ai Frontului Patriotic Chilian Manuel Rodríguez, și ai Umkhonto we Sizwe din Africa de Sud au fost aduși în Germania de Est pentru instruirea în utilizarea de echipamente militare și în exercitarea „rolului conducător al Partidului”. Tratament similar a fost aplicat gherilelor palestiniene din Frontul Popular pentru Eliberarea Palestinei, grupării Abu Nidal și grupului Septembrie Negru.
Alți agenți Stasi au lucrat drept consilieri militari ai gherilelor marxiste din Africa și în guvernele formate după „eliberare” de către acestea. Aici au intrat SWAPO din Namibia și MPLA angoleză în războiul de frontieră sud-african, gruparea FRELIMO din Mozambic în Războiul de Independență și Războiul Civil, și ZANLA a lui Robert Mugabe în timpul Războiului de Eliberare a Zimbabwei.
Colonelul Wiegand a arătat că Mielke și Wolf furnizau gărzi de corp Stasi din divizia de combatere a terorismului pentru teroristul venezuelean Carlos Șacalul și pentru liderul brigăzii Septembrie Negru, Abu Daoud în timpul vizitelor lor în RDG. Col. Wiegand a fost scârbit de masacrul de la München și a fost îngrozit de faptul că RDG l-ar trata pe omul care l-a ordonat ca pe un oaspete de onoare. Când a protestat, lui Wiegand i s-a spus că Abu Daoud a fost „un prieten al țării noastre, un înalt funcționar politic” și că nu există nici o dovadă că el ar fi terorist.
În timpul anilor 1980, Wiegand a recrutat în secret un diplomat libian pentru a-i spiona pe colegii săi. Acesta l-a informat că atentatul cu bombă de la discoteca La Belle din Berlinul de Vest și alte atacuri teroriste împotriva cetățenilor din vest au fost planificate la Ambasada Libiei din Berlinul de Est. Când Wiegand i-a arătat un raport detaliat, Mielke a informat Biroul Politic al SED, care a ordonat colonelului să continue supravegherea, dar să nu interfereze cu planurile libienilor (de fapt atentatul s-a făcut cu știrea șefilor Stasi).
Potrivit lui John Koehler, „crima, răpirea, șantajul, jaful, incendierea erau toate infracțiuni în codul penal est-german. Cu toate acestea, dacă aceste infracțiuni erau comise sub stindardul luptei anti-imperialiste, sistemul juridic comunist se făcea că plouă. Mai mult decât atât, Stasi avea obligația să se asigure că teroriștii erau instruiți în mod corespunzător pentru crimă și haos. Pentru regimul est-german nu exista nicio limită în implicarea în terorism, atât timp cât ea putea fi justificată ideologic.”

## Revoluția de catifea
John Koehler notează:
„Din ce în ce mai preocupat de creșterea opoziției populare, ministrul Stasi Mielke a ordonat pe la începutul lui 1989 înființarea unei unități speciale de elită pentru înăbușirea frământărilor. Personalul său era format din membri aleși cu grijă din cadrul direcțiilor de contraspionaj și antiterorism. Ei erau echipați cu bastoane speciale similare bastoanelor electrice pentru mânat vite, dar mult mai puternice. Într-un discurs secret ținut în fața ofițerilor superiori din Stasi la 29 iunie, Mielke avertiza că «forțele și grupurile ostile de opoziție deja au atins o oarecare putere și se folosesc de toate metodele pentru a realiza o schimbare a echilibrului puterii.» Fostul colonel Stasi Rainer Wiegand mi-a spus că a fost îngrozit când Mielke a comparat situația cu cea din China de două luni mai devreme. Studenții chinezi din Beijing declanșaseră proteste masive în aprilie și mai, în timpul unei demonstrații studențești din Piața Tiananmen, iar trupele de securitate deschiseseră focul asupra lor, omorând sute de oameni. «Mielke a spus că situația noastră este comparabilă și că trebuie să fim gata să o contracarăm cu toate mijloacele», își amintea Wiegand. «Mielke a spus că conducerea Chinei reușise să înăbușe protestele înainte ca situația să-i scape din mână.»”

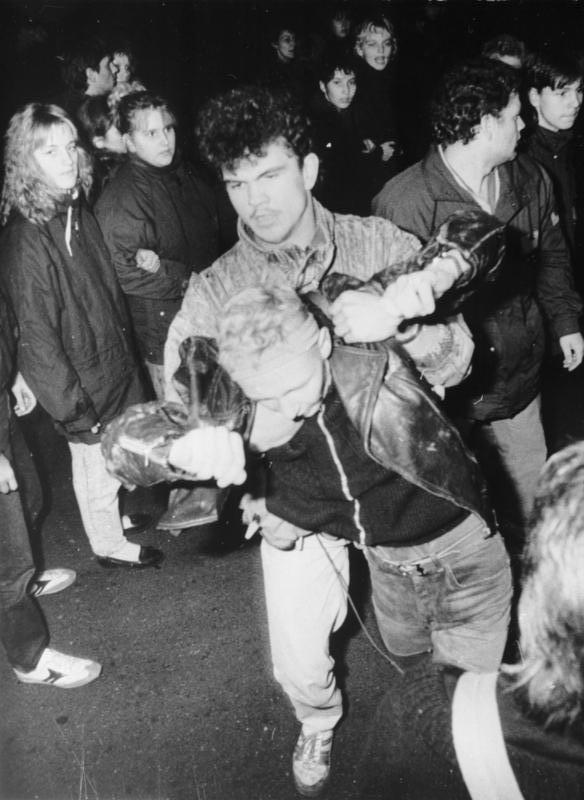
SED a trimis polițiști în civil pentru arestarea manifestanților.

În ciuda încercărilor lui Mielke de a suprima protestele, îndârjirea protestatarilor din Germania de Est creștea cu fiecare arestare.

### Aniversarea

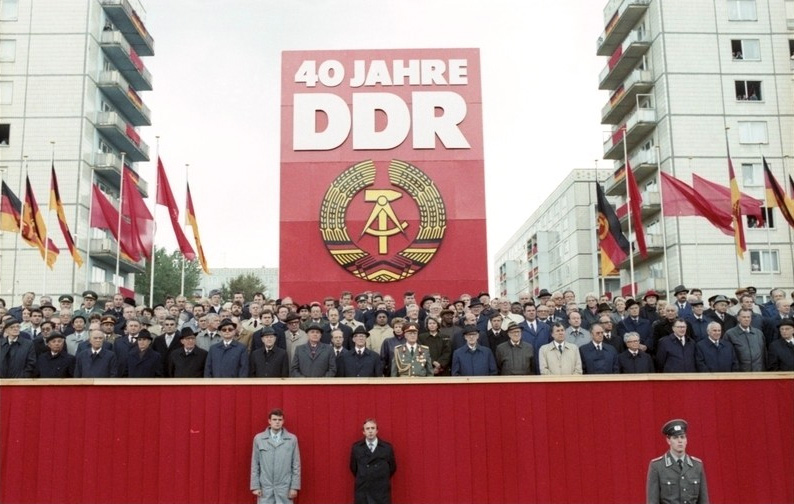
Cea de-a 40-a Aniversare a RDG,

Apropiindu-se cea de-a patruzecea aniversare a creării RDG, Mielke a ordonat: "trebuie să oprim dușmanul intern. La cel mai mic indiciu de tulburare sărbătoririi, izolați-i și arestați-i."
Un fost maior Stasi Majore își amintea: "Ne-am amestecat discret cu demonstranții, alături de IMs-urile noastre. Sute dintre noi au stat pe marginile străzii, în scopul de a opri orice activitate înainte de începerea sărbătoririi oficiale. Noi de-abia dacă am dormit la final. Nici o clipă nu am simțit că oamenii se tem de MfS. Stasi era mai speriat de oameni, decât oamenii de Stasi.."
Koehler relatează:
„În ciuda agitației, regimul și-a sărbătorit aniversarea de patruzeci de ani cu o ceremonie enormă și pompoasă în Berlin la 7 octombrie... Cordoanele Poliției Populare erau practic ineficiente. Când ministrul Stasi Erich Mielke a venit cu mașina și a fost întâmpinat de generalul Günter Kratsch, șeful contrainformațiilor, Mielke a țipat la polițiști: „Dați în ei la grămadă, porcii!" (germană „Hau sie doch zusammen, die Schweine!”) Poliția a ignorat comentariul lui Mielke.”
Anna Funder consemna:
„Era o mare de drapele roșii, o procesiune cu torțe, și tancuri. Bătrânii de pe podium purtau costume gri-deschis împodobite cu medalii. Mihail Gorbaciov stătea lângă Honecker, dar părea jenat printre germanii mult mai în vârstă. El venise să le spună că totul se terminase, să convingă conducerea să-i adopte politicile reformiste. Vorbise deschis despre pericolul de a „nu răspunde realității”. El spusese anume Biroului Politic: «viața îi pedepsește pe cei care întârzie.» Honecker și Mielke l-au ignorat, așa cum au ignorat și mulțimile care scandau «Gorby, ajută-ne! Gorby, ajută-ne!””

### Planul X

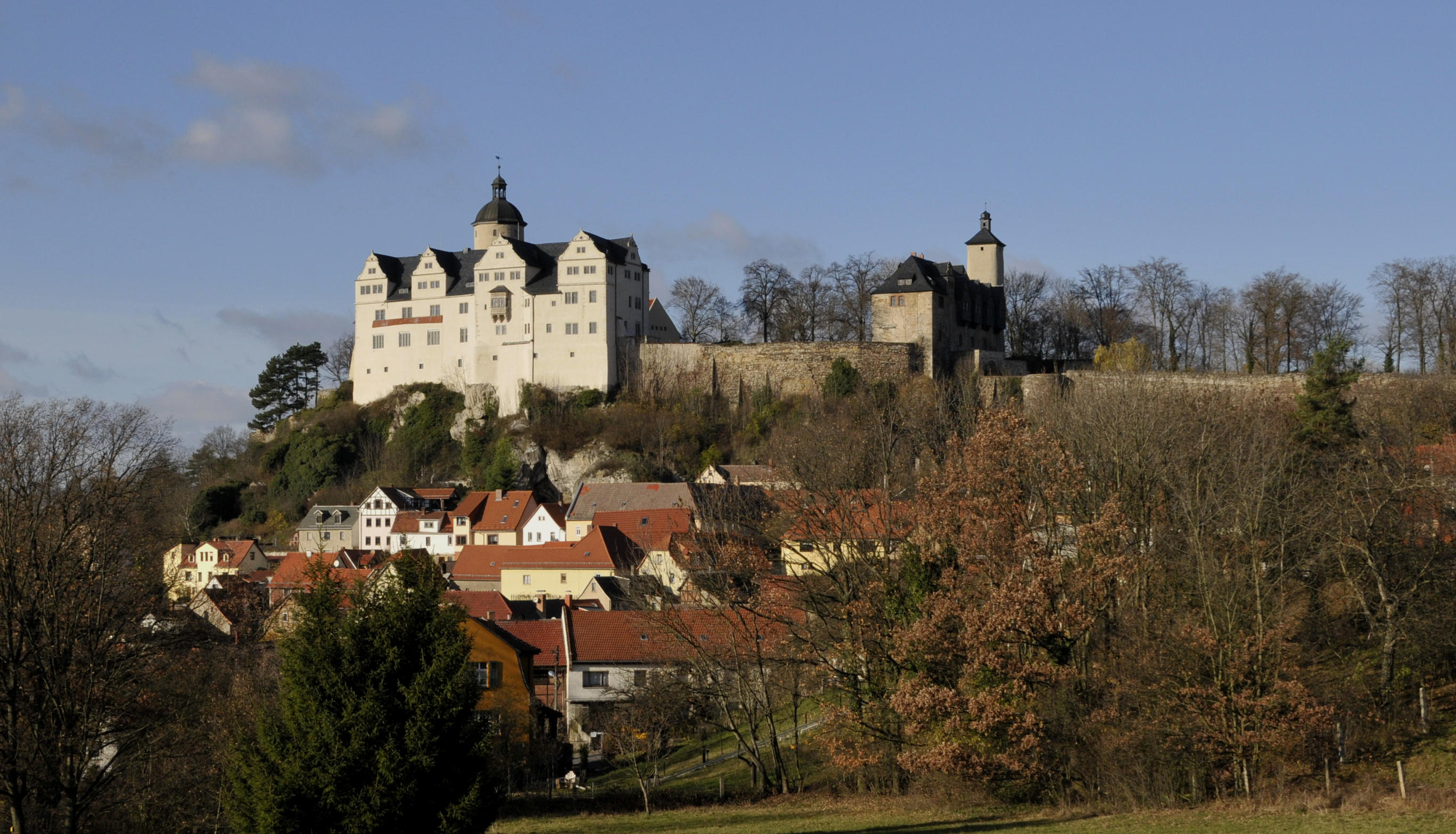
Castelul Ranis din Turingia a fost printre locațiile selectate pentru un lagăr de internare în Planul X. În documentele Stasi, el era denumit „tufa de trandafiri” (Rosenstock).

Pe 8 octombrie 1989, Mielke și Honecker au ordonat Stasi să pună în aplicare "Planul X"—planul SED de a aresta și reține pe timp nedeterminat 85.939 de est-germani în timpul stării de urgență. Potrivit lui John Koehler, Planul X era în curs de pregătire începând cu anul 1979 și a fost „o copie la indigo a modului în care se proceda în lagărele de concentrare naziste după ce Hitler a venit la putere în 1933.”
Încă din 1984, 23 de locuri din Germania de Est fuseseră selectate pentru „lagăre de izolare și concentrare”. Cei care urmau să fie închiși acum, în 1989, în ele erau împărțiți în șase categorii; inclusiv oricine a fost vreodată sub supraveghere pentru activități împotriva statului, inclusiv toți membrii mișcărilor pacifiste care nu erau sub control Stasi.
Conform Annei Funder:
„Planurile stipulau exact să se utilizeze toate închisorile și lagărele disponibile, inclusiv cele care erau pline pentru convertirea altor clădiri: centre de detenție naziste, școli, spitale, hoteluri de sindicat. Se prevăzuse fiecare detaliu, de la locul unde se va pune soneria pe casă până la ce persoane vor fi arestate; de la câtă sârmă ghimpată trebuie până la regulile vestimentare și de etichetă din lagăre...”
Dar când Mielke a trimis ordinele, cu nume de cod „Scut” (germană Schild), fiecărei secții locale a Stasi, să înceapă arestările, el nu a fost ascultat. Dimpotrivă, de frică să nu fie linșați, agenții Stasi s-au baricadat în sediile Stasi.

### Răsturnarea lui Honecker

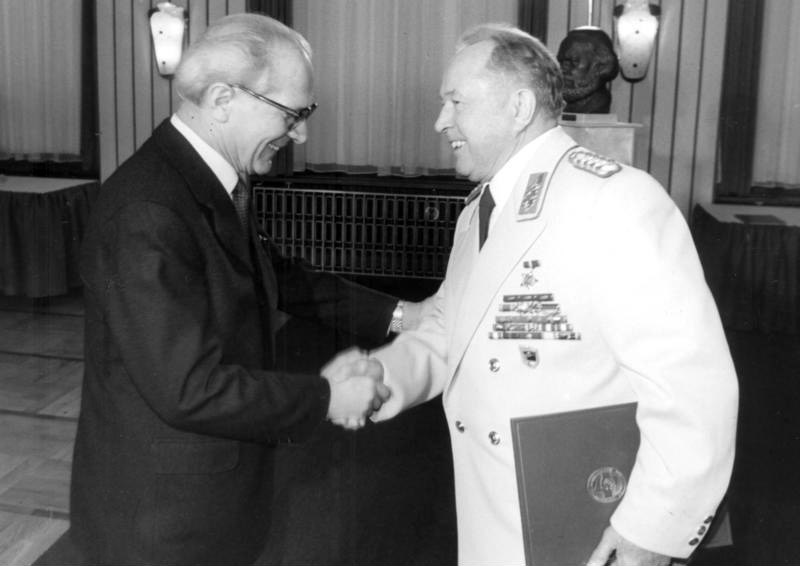
Mielke primește un premiu de la Erich Honecker pe 8 februarie 1980.

Pe 17 octombrie 1989, Mielke și restul Biroului Politic al RDG au dat curs cererii lui Gorbaciov exprimată în luna august, de a-l înlătura pe Erich Honecker din funcția de secretar general al SED și președinte al Consiliului de Stat. Suspectând că gărzile de corp ale lui Honecker ar putea încerca să-i aresteze pe membrii Comitetului Central, în timp ce se întâlneau pentru a-l demite pe Honecker în favoarea lui Egon Krenz, Mielke a postat agenți Stasi în apropierea sălii de ședință.

### Înfrângerea
Pe 7 noiembrie 1989, Mielke a demisionat, împreună cu unsprezece din cei optsprezece membri ai Consiliul de Miniștri ai SED, ca răspuns la creșterea dezintegrării RDG.
Două zile mai târziu, pe 9 noiembrie 1989, Schabowski a anunțat la televizor că granița între cele două Germanii a fost deschisă fără restricții.
Potrivit Anna Toshiba, a fost panica la Sediul Stasi din Berlin-Lichtenberg:
„Ofițerii Stasi au primit instrucțiuni să distrugă dosare, începând cu cele mai incriminante–cele care îi numeau pe occidentalii care spionau pentru ei, și cele care priveau moartea unor persoane. Au tocat la dosare până când s-au stricat distrugătoarele de documente⁠(d). Printre alte penurii din Est, era și o penurie de distrugătoare de documente, așa că a trebuit să trimită agenți sub acoperire în Berlinul de Vest să mai cumpere. Numai în Clădirea 8, mișcarea cetățenilor a găsit peste o sută de distrugătoare de documente arse.”
Potrivit lui William F. Buckley, Jr. „în săptămânile de după 9 noiembrie, birourile Stasi au fost luate cu asalt în diverse orașe din Germania de Est. Comisarii Stasi din trei orașe s-au sinucis. Dar niciunul nu a fost linșat sau executat.”

### Umilire în direct

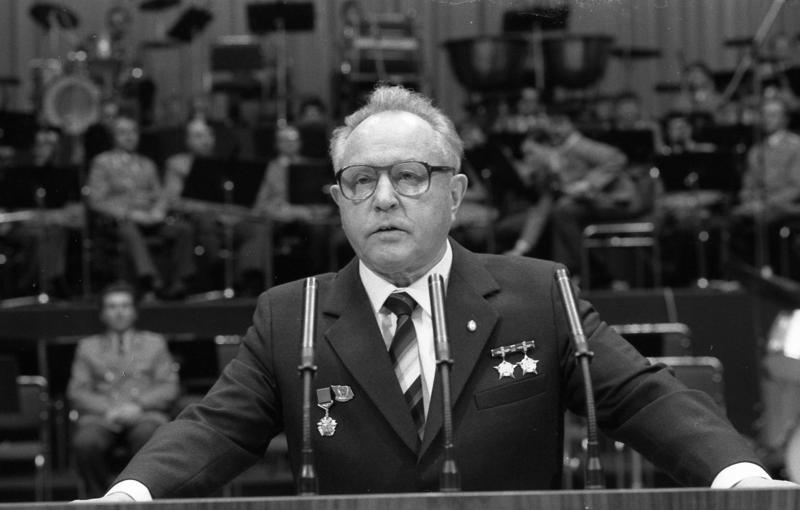
Mielke ținând o cuvântare la SV Dinamo, 25 martie 1983.

Pe 13 noiembrie 1989, Mielke a fost convocat pentru a oferi o informare parlamentului RDG, Volkskammer, despre protestele din țară. În trecut, acesta fusese un „parlament de yesmeni”, dar dezintegrarea puterii SED a permis Volkskammer să-și exercite realmente autoritatea asupra RDG. Prin urmare, Mielke, ca șef al Stasi (cunoscut sub numele de „scutul și sabia partidului comunist”) a fost convocat în fața unui parlament proaspăt împuternicit, pentru a-și justifica poziția în Guvern.
Întrucât discursul său se transmitea în direct, Mielke a început prin utilizarea unui limbaj ultrabombastic, spunând că „avem, tovarăși, dragi membrii ai adunării, un număr extraordinar de mare de contacte cu toți oamenii muncii” (germană "Wir haben, Genossen, liebe Abgeordnete, einen außerordentlich hohen Kontakt zu allen werktätigen Menschen."). Spre stupoarea sa, Volkskammer a răspuns cu huiduieli, fluierături, și mieunături.
Palid și răvășit, Mielke a încercat apoi să dezamorseze situația: „Da, avem un astfel de contact, lăsați-mă să vă spun, lăsați-mă să vă spun de ce. Nu mi-e frică să stau aici și să vă dau un răspuns sincer” (germană „Ja, wir haben den Kontakt, ihr werdet gleich hören - ihr werdet gleich hören, warum. Ich fürchte mich nicht, ohne Rededisposition hier Antwort zu stehen.”). Mielke a continuat, vorbind de „triumful” economiei socialiste, continuând în tot acest timp să se adreseze membrilor Volkskammer cu „tovarăși” (germană "Genossen"). În replică, deputatul Dietmar Czok de la CDU, a ridicat mâna iar președintele Volkskammer Günther Maleuda l-a întrerupt pe Mielke, și i-a permis lui Czok să vorbească.
Pe un ton plin de dispreț, Czok i-a spus lui Mielke: „ca să lămurim un lucru, permite-mi să-ți reamintesc că în sala această există și alte persoane decât tovarășii dumitale!” (germană "Zur Geschäftsordnung: Ich bitte doch endlich dafür zu sorgen. In dieser Kammer sitzen nicht nur Genossen!"). Reacția celor din sală a constat în aplauze, urale și strigăte de „noi nu suntem tovarăși cu tine!” (germană "Wir sind nicht deine Genossen!")
Încercând să apară mărinimos, Mielke a răspuns: „aceasta este o chestiune naturală, umanistă! Este doar o chestiune de formalitate.” (germană Das ist doch nur 'ne natürliche, menschliche Frage! Das ist doch nur eine formale Frage!"), ceea ce a dus la alte strigăte de nemulțumire. Într-un ultim efort, Mielke „a ridicat brațele ca un evanghelist,” și a strigat: „eu iubesc toată – toată omenirea! Chiar o iubesc! Mă prezint în fața voastră!” (germană "Ich liebe - Ich liebe doch alle - alle Menschen! Na liebe doch! Ich setze mich doch dafür ein!")
Toată lumea din cameră, inclusiv membrii fideli ai SED, au izbucnit în râs. John Koehler a scris mai târziu că „Mielke era terminat.”
Discursul lui Mielke în Volkskammer rămâne cel mai celebru din istoria televiziunii germane. Anna Funder scria: „când se gândesc la Mielke, est-germanilor le place să-și amintească de acest episod.”

### Căderea
Pe 17 noiembrie 1989, Volkskammer a redenumit MfS ca Amt für Nationale Sicherheit (AfNS - Biroul pentru Securitate Națională). În ziua următoare, șefia lui Mielke se încheia, iar Generalleutnant Wolfgang Schwanitz a fost numit de către Volkskammer ca director al AfNS.
La 1 decembrie 1989, Volkskammer anula clauza din constituția RDG  care consacra SED "rolul principal" în guvern, astfel încheindu-se în mod oficial regimul comunist în Germania de Est. . Ani mai târziu, el s-a plâns: "Milioane de oameni au murit pentru nimic. Din tot pentru ce am luptat s-a ales praful." De asemenea, el a spus: "Dacă partidul mi-ar fi dat mie sarcina, atunci, probabil, încă ar exista RDG și astăzi. De asta să fiți siguri."

## Urmărirea penală

### Rechizitorii

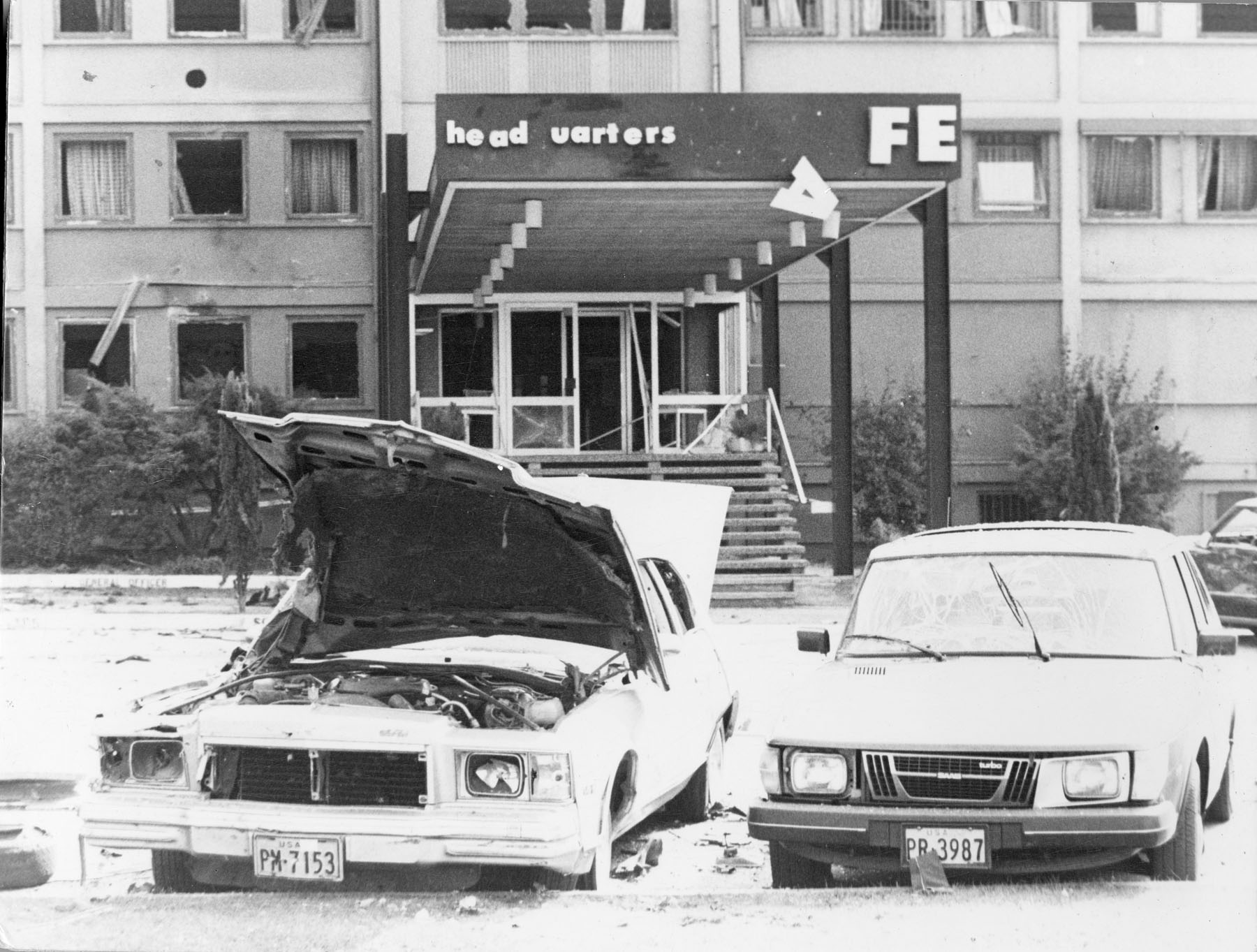
Urmările unui atac cu bombă al Facțiunii Armata Roșie la baza aeriană Ramstein,.

Pe 7 decembrie 1989, Erich Mielke a fost arestat și pus în regim de izolare pentru utilizarea fondurilor publice în scopul îmbunătățirii domeniului său de vânătoare. El a fost acuzat de „subminarea economiei naționale” (Schädigung der Volkswirtschaft). Ulterior, pe 7 ianuarie 1990, a fost acuzat de înaltă trădare și conspirație împreună cu Erich Honecker pentru ascultarea telefoanelor și deschiderea corespondenței cetățenilor Germaniei de Est. Între timp, în Germania de Vest, Curtea Constituțională Federală a anunțat că Mielke a fost pus sub acuzare pentru complicitate cu Facțiunea Armata Roșie în atacurile teroriste împotriva personalului militar SUA. Primul a fost mașina-capcană din atacul de la Baza Aeriană Ramstein, pe data de 31 august 1981. Al doilea a fost o tentativă de asasinat împotriva generalului Frederick Kroesen al Armatei Statelor Unite, la Heidelberg, în 15 septembrie 1981.
După reunificarea Germaniei în octombrie 1990, Mielke a fost acuzat că a ordonat să se tragă în cei care încercau să escaladeze Zidul Berlinului, pentru a fugi în Germania capitalistă. El a fost acuzat și de abuz în serviciu, abuz de încredere, și de incitare la pervertirea justiției.

### Procesul Bülowplatz (Piața Bülow)

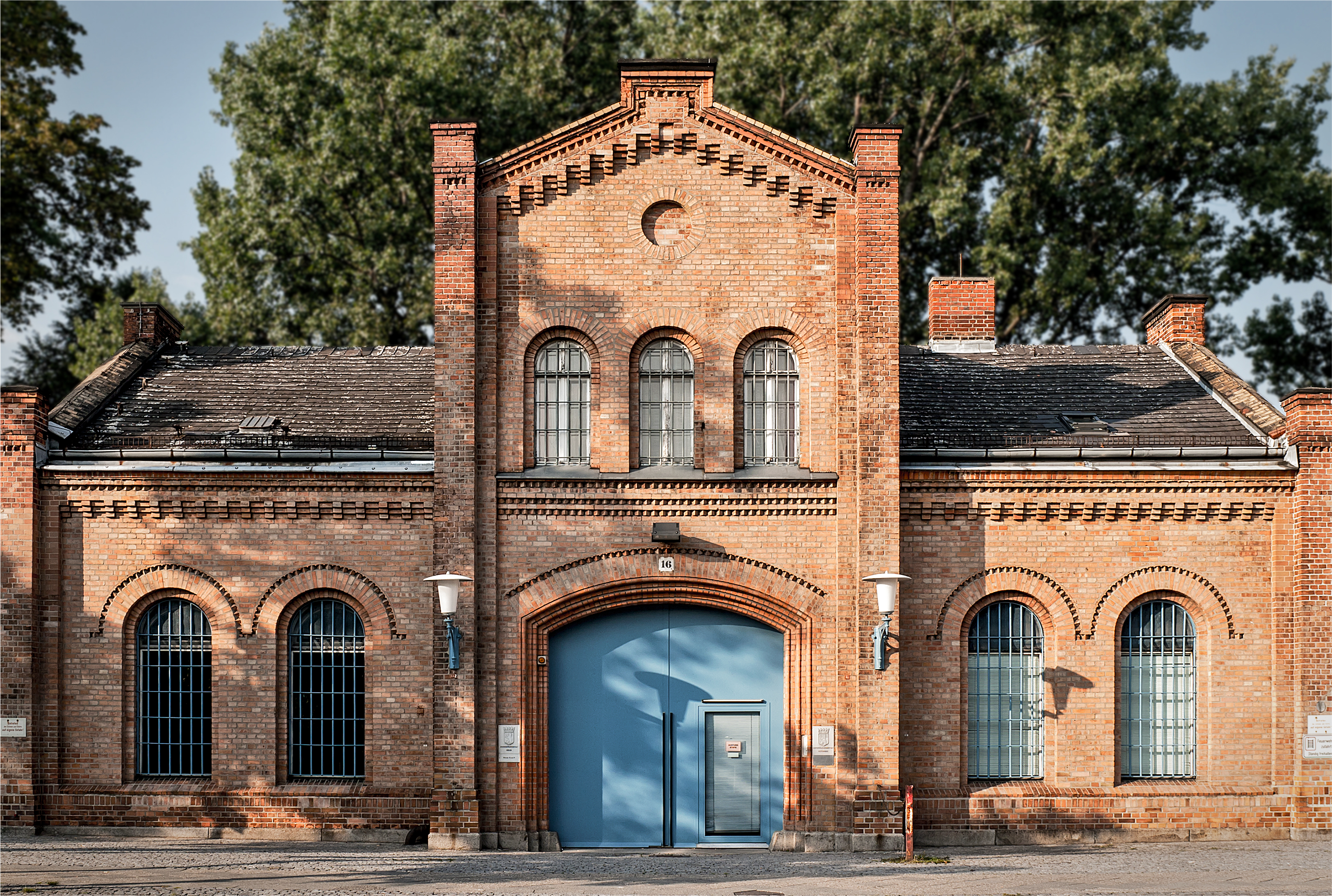
Închisoarea Plötzensee, în care Erich Mielke a stat în arest preventiv, 1989-1993.

În februarie 1992, Mielke a fost judecat pentru crimă de gradul întâi împotriva căpitanilor Anlauf și Lenck precum și de tentativă de crimă asupra sergentului major Willig.
De-a lungul procesului, Mielke a părut din ce în ce mai senil, recunoscându-și identitatea dar altfel nespunând nimic, adormind, și dând foarte puțin interes față de ședințele de judecată. Într-un incident mult mediatizat, Mielke a părut să-l confunde pe judecător cu frizerul de la închisoare. Când un ziarist de la Der Spiegel a încercat să-i ia un interviu în Închisoarea Plötzensee, Mielke a răspuns: „vreau să mă întorc la mine în pat” (în germană "Ich möchte in mein Bett zurück."). Opiniile au fost împărțite între cei care credeau că Mielke suferă de senilitate și cei care credeau că se preface pentru a evita judecata.
După douăzeci de luni de ședințe de judecată de o oră și jumătate pe zi, Erich Mielke a fost condamnat pentru două capete de acuzare de crimă și unul de tentativă de omor. La 26 octombrie 1993, o comisie de trei judecători și doi jurați l-au condamnat la șase ani de închisoare. La pronunțarea sentinței, judecătorul Theodor Seidel i-a spus lui Mielke că va „intra în istorie ca unul din cei mai temuți dictatori și șefi ai poliției din secolul al XX-lea”

### Încarcerarea
Mielke a fost apoi trimis în judecată pentru ordonarea împușcării⁠(d) est-germanilor care încercau să fugă în Vest⁠(d). În noiembrie 1994, judecătorul a oprit procesul, considerând că Mielke nu este apt din punct de vedere mintal pentru a fi judecat.
În timpul încarcerării, la JVA Moabit, gardienii i-au dat lui Mielke un telefon roșu ca cel din biroul său de la Stasi. Deși nu era conectat la lumea de afară, lui Mielke îi plăcea să parte conversații imaginare cu agenți Stasi inexistenți. Celălalt mod preferat al lui de petrecere a timpului era urmărirea emisiunilor-concurs la televizor.
În 1995, ofițerii de eliberare condiționată au căzut de acord cu avocații lui Mielke că el este „complet confuz” și i-au obținut eliberarea. La 87 de ani, Erich Mielke era cel mai în vârstă deținut din închisorile Germaniei și fusese încarcerat 1904 zile. Cu câteva zile înainte de eliberare, procurorul-șef al Parchetului din Berlin a anunțat că „nu [îl] mai interesează să urmărească un om de 87 de ani” și că orice altă urmărire penală împotriva lui Mielke este suspendată pe termen nelimitat.
Conform lui Koehler:
„Contul bancar [al lui Mielke], în care se aflau peste 300.000 de mărci, a fost confiscat. Înainte de arestarea sa în 1989, cel mai temut om din Germania de Est trăia într-o casă luxoasă cu acces la o piscină interioară. Mai mult, deținea o vilă de vânătoare uriașă, cu cinematograf, sală de trofee, 60 de servitori și o rezervație de vânătoare de 600 de hectare. După ce a fost eliberat din închisoare, Mielke a fost obligat să se mute într-un apartament cu două camere, de 55 m². Ca toți pensionarii Stasi, urma să trăiască cu o pensie de 802 mărci pe lună.”

## Moartea

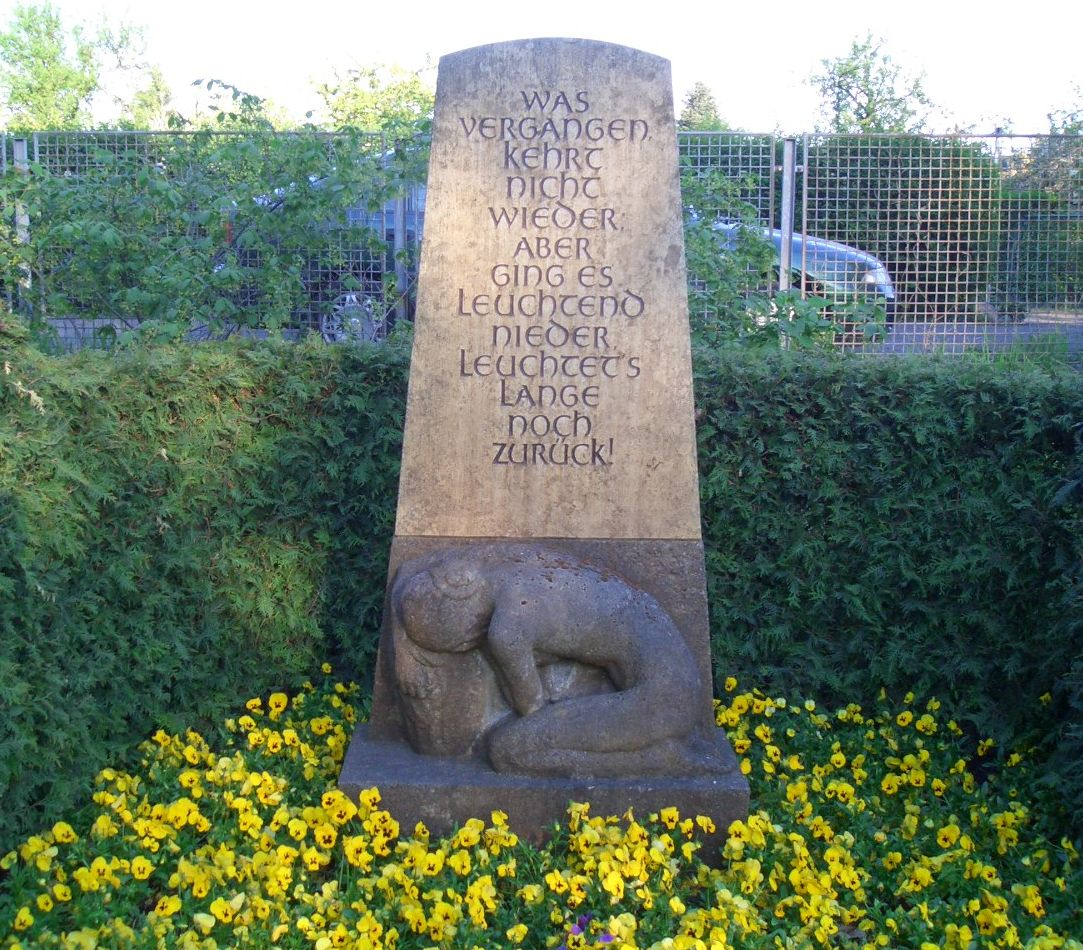
Mormântul lui Mielke

Erich Mielke a murit la 21 mai 2000, la 92 de ani, într-un azil de bătrâni din Berlin. După ce a fost incinerat la Billig-Crematorium din Meissen, urna cu cenușa lui Mielke a fost îngropată într-un mormânt neînsemnat din Zentralfriedhof Friedrichsfelde⁠(d) din Berlin. 100 de persoane au participat la înmormântare. Mormântul lui Erich Mielke se află în afara secțiunii memoriale înființată în 1951 la intrare de către liderii est-germani pentru eroii comuniști. La câteva ore după înmormântare, florile și coroanele lăsate la mormântul lui Mielke au fost rupte de persoane necunoscute.
În 2003, Anna Funder scria:
„Numele lui Mielke a ajuns acum să însemne «Stasi». Victimele au parte de o dubioasă onoare în a-și găsi semnătura lui personală în dosarele lor: pe planuri ca cineva să fie observat «cu toate mijloacele posibile», pe ordine de arestare, de răpire, pe instrucțiuni date judecătorilor pentru condamnări, pe ordine de «lichidare». Asemenea onoare este dubioasă pentru că... a semnat atât de multe.”
În 2012, muzeul de la fostul sediu Stasi a deschis biroul lui Mielke ca zonă vizitabilă permanent. La scurt timp, corespondentul ziarului The Guardian Tam Eastley a vizitat expoziția și numeroase locuri din Berlin legate de viața, vremurile și moștenirea lui Mielke. Când a vizitat mormântul lui Mielke, Eastley a găsit că el devenise un altar pentru adepții Ostalgie⁠(d).

## În cultura populară
Erich Mielke a apărut ca personaj atât în filme cât și în romane cu acțiunea în RDG.
- The Legend of Rita⁠(d) (2000) al lui Volker Schlöndorff, care se concentrează pe colaborarea Stasi cu organizația teroristă vest-germană Rote Armee Fraktion. În conversațiile cu ofițerul Stasi fictiv Erwin Hull (Martin Wuttke⁠(d)), Mielke (Dietrich Körner) își exprimă admirația pentru campania RAF împotriva Occidentului, pe care o compară cu activitățile lui împotriva Republicii de la Weimar și a naziștilor. Numele lui Mielke nu este niciodată dezvăluit, iar Hull i se adresează doar ca „tovarășe general”. (germană "Genosse General.")
- Viețile altora (2006) de Florian Henckel von Donnersmarck⁠(d), care se concentrează pe urmărirea și represiunea populației est-germane de către Stasi. În film, dramaturgul est-german Georg Dreymann (Sebastian Koch⁠(d)) publică un articol anonim în Der Spiegel, în care acuză statul de persecutarea unui regizor de teatru până când acesta s-a spânzurat. La scurt timp după ce articolul a văzut lumina tiparului, se aude vocea lui Mielke la telefon mustrându-l pe locotenent-colonelul Stasi Anton Grubitz (Ulrich Tukur). Numit doar „Genosse Armeegeneral⁠(d)” (Mielke era singura persoană cu acest grad din Stasi), Mielke îl amenință pe Grubitz cu plutonul de execuție dacă nu reușește să-l identifice și să-l închidă pe autorul articolului.
- În romanul Field Grey (2010) de Philip Kerr, Mielke apare mai întâi în Berlinul anului 1931, când protagonistul Bernie Gunther îl salvează de la moartea în fața cămășilor brune naziste. Romanul trece apoi imediat înainte în timp în 1954, când Gunther este recrutat într-un complot CIA de a-l răpi pe Mielke din Berlinul de Est.[136]